# Prince-Désir Gouano
Prince-Désir Gouano (* 24. Dezember 1993 in Paris) ist ein französischer ehemaliger Fußballspieler.

## Karriere
Prince-Désir Gouano wechselte im Alter von 13 Jahren aus seiner Heimat Paris zum Le Havre AC an die Seinemündung. Der talentierte Defensivspezialist machte dort mit seinen Leistungen den von Pierre Mankowski geleiteten Nachwuchs-Trainerstab des französischen Fußballverbandes auf sich aufmerksam und wurde zu Spielen der U-18- und später U-19-Teams eingeladen. Am 27. Mai 2011 gab er sein Profidebüt für Le Havre in einem Spiel der Ligue 2 gegen Grenoble Foot. Für die kolportierte Ablösesumme von 1,5 Millionen Euro wechselte Prince-Désir Gouano im August 2011 zu Juventus Turin.
Nachdem er die Hinrunde der Saison 2015/16 bei den Bolton Wanderers verbrachte wurde er für die Rückrunde an den türkischen Erstligisten Gaziantepspor ausgeliehen.

## Erfolge
Juventus Turin
- Torneo di Viareggio: 2012